# Cranfield-Eisfälle
Der Cranfield-Eisfälle sind eine Reihe aus rund acht imposanten Gletscherbrüchen im Australischen Antarktis-Territorium. Sie fallen steil vom Bucknell Ridge in den schmalsten Abschnitt des Darwin-Gletschers nahe seiner Einmündung in das Ross-Schelfeis.
Die Mannschaft zur Erkundung des Darwin-Gletschers bei der Commonwealth Trans-Antarctic Expedition (1955–1958) benannte ihn nach dem neuseeländischen Flugoffizier William Joseph Cranfield (* 1933) von der Royal New Zealand Air Force, einem Mitglied dieser Mannschaft.